# Maracanã
Estádio do Maracanã, "Maracanã stadion", (Officielle navn: Estádio Jornalista Mário Filho), i Rio de Janeiro, Brasilien, er et af verdens største stadioner. Maracanã stadion er opkaldt efter bydelen Maracanã, der er en forholdsvis stor bydel i Rio de Janeiro.
Stadionet er hjemmebane for tre ud af fire af de største fodboldklubber i Rio de Janeiro: Flamengo, Botafogo og Fluminense.
Stadionet, der var bygget til VM i fodbold i 1950, havde før plads til over 200.000 tilskuere. Men Maracanas tilskuerkapacitet blev dog formindsket en del, da man vedtog, at det var bedre med siddepladser end ståpladser under renoveringen af stadionet i 1990'erne.
I dag er kapaciteten formindsket helt ned til 82.238. Grunden til, at man har renoveret stadionet så mange gange og taget siddepladser frem for ståpladser, er en række ulykker i forbindelse med kampene, hvor mennesker er blevet trampet ihjel.
Stadionet var blevet udpeget til at afvikle finalen til VM i fodbold 2014.

## Kampe spillet på stadionet under FIFA Confederations Cup 2013
| Dato          | Tid (UTC-3) | Hold #1   | Resultat | Hold #2 | Runde    | Tilskuerantal |
| ------------- | ----------- | --------- | -------- | ------- | -------- | ------------- |
| 16. juni 2013 | 16.00       | Mexico    | 1-2      | Italien | Gruppe A | 73.123        |
| 20. juni 2013 | 16.00       | Spanien   | 10–0     | Tahiti  | Gruppe B | 71.806        |
| 30. juni 2013 | 19.00       | Brasilien | 3-0      | Spanien | Finale   | 73.531        |

## Kampe der skal spilles på stadionet under VM i fodbold 2014
| Dato          | Tid (UTC-3) | Hold #1   | Resultat | Hold #2             | Runde             | Tilskuerantal |
| ------------- | ----------- | --------- | -------- | ------------------- | ----------------- | ------------- |
| 15. juni 2014 | 19.00       | Argentina | 2-1      | Bosnien-Hercegovina | Gruppe F          | 74.738        |
| 18. juni 2014 | 16.00       | Spanien   | 0-2      | Chile               | Gruppe B          | 74.101        |
| 22. juni 2014 | 13.00       | Belgien   | 1-0      | Rusland             | Gruppe H          | 73.819        |
| 25. juni 2014 | 17.00       | Ecuador   | 0-0      | Frankrig            | Gruppe E          | 73.749        |
| 28. juni 2014 | 17.00       | Colombia  | 2-0      | Uruguay             | Ottendedelsfinale | 73.804        |
| 4. juli 2014  | 13.00       | Frankrig  | 0-1      | Tyskland            | Kvartfinale       | 74.240        |
| 13. juli 2014 | 16.00       | Tyskland  | 1-0      | Argentina           | Finale            | 74.738        |